# Neoanthrenus armstrongi
Neoanthrenus armstrongi is een keversoort uit de familie spektorren (Dermestidae). De wetenschappelijke naam van de soort werd in 1957 gepubliceerd door Kalík.